# Inongo
Inongo è una città nella Repubblica Democratica del Congo, capitale della provincia Mai-Ndombe. La città ha una popolazione di circa 40.000 abitanti (stime 2004)..
La città è sede di una diocesi cattolica, ed è servita da un piccolo aeroporto con frequenti voli verso la capitale Kinshasa.